# Donker coniferenbos

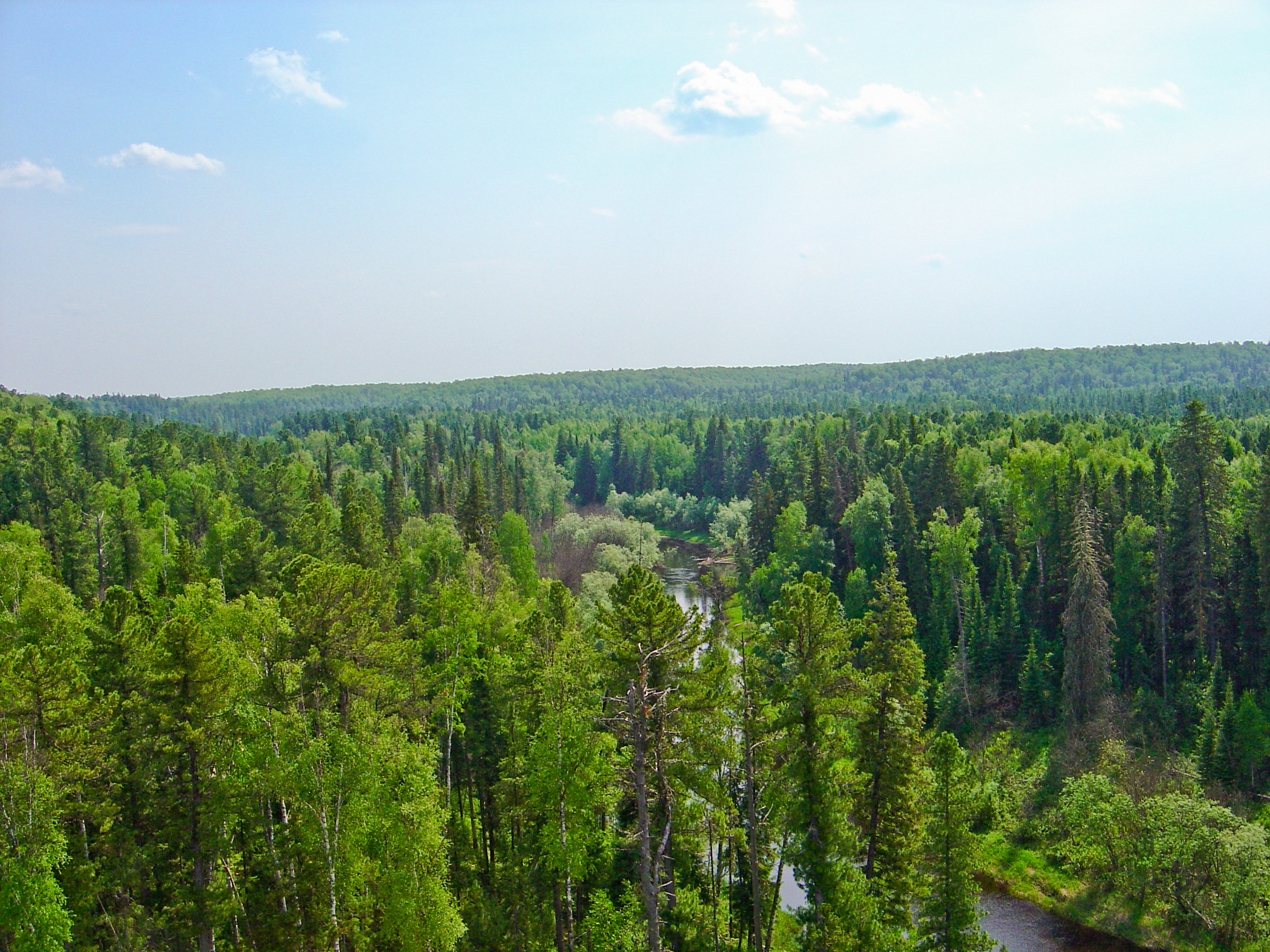
Donker coniferenbos

Een donker coniferenbos (Russisch: Тёмнохвойный лес; tjomnochvojny les) is in Rusland de benaming voor een donker bos waarin altijdgroene schaduwtolerante coniferensoorten als spar, zilverspar en siberische ceder overheersen. Dergelijke bossen groeien vaak op podzolbodems en komen voor in de taigazone van Eurazië en Noord-Amerika en in hoge berggebieden.
Na bosbranden worden de verbrande open plekken meestal eerst overgroeid door meer zonminnende planten als kleinbladige soorten (berk en ratelpopulier) of dennen. De donkere coniferenbomen groeien vervolgens eerst als ondergroei onder deze soorten, maar naarmate ze groter worden, worden ze steeds dichter en verstikken de andere planten, zodat de ondergroei na verloop van tijd alleen nog uit altijdgroene ruige dwergstruiken en varens bestaat. Wanneer bosbranden uitblijven kunnen Siberische dennenbossen ook geleidelijk worden vervangen door donkere coniferenceders.